# Zehntentrotte

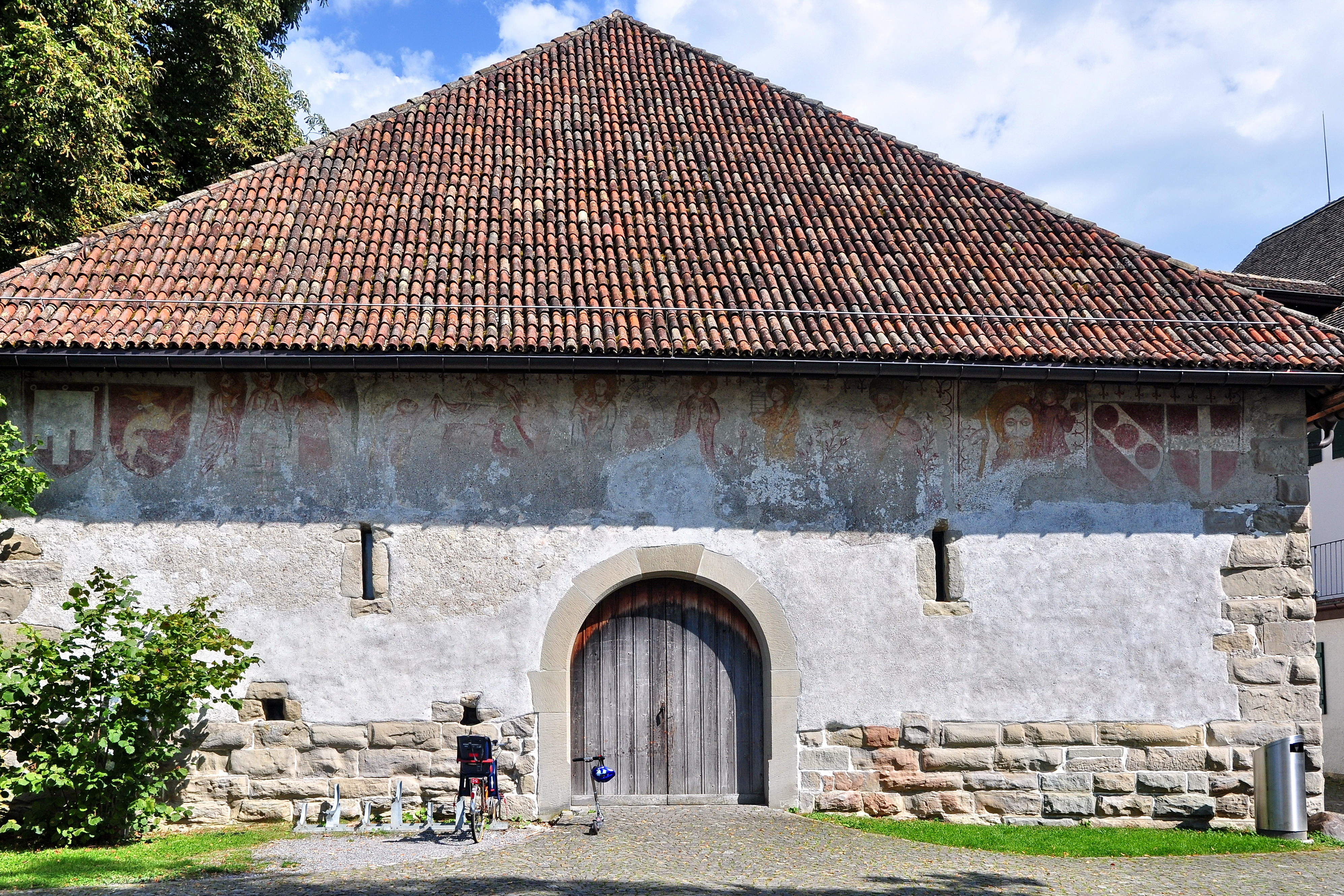
Zehntentrotte Seeseite

Die Zehntentrotte ist ein Gebäude in Küsnacht und ein Kulturgut von nationaler Bedeutung. Es ist das älteste erhaltene Trottengebäude des Kantons Zürich.

## Geschichte

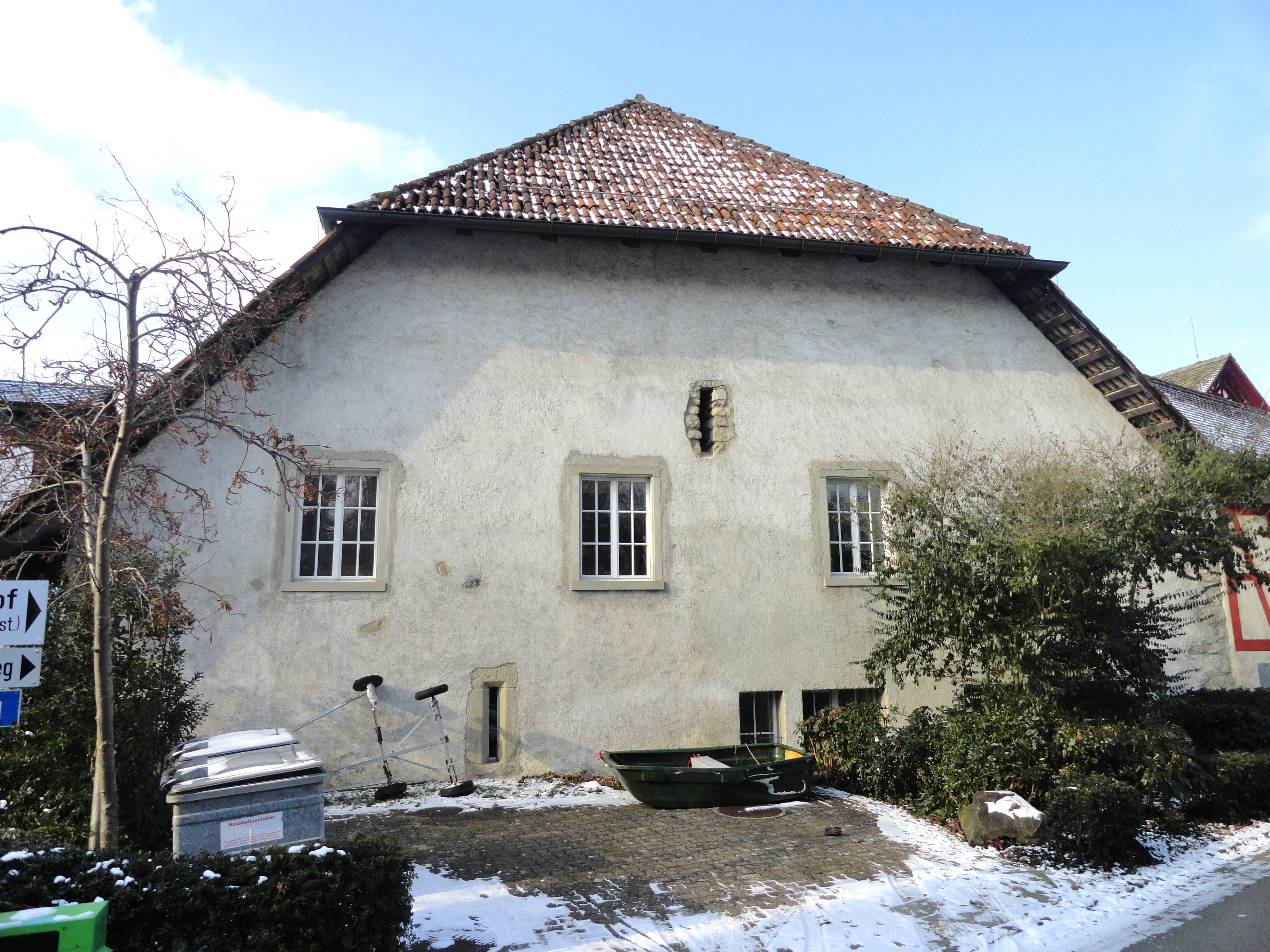
Ostseite

Die Zehntentrotte wird 1290 erstmals urkundlich erwähnt, als der damalige Leutpriester Konrad von Tengen sie am 20. Mai gegen eine Landparzelle der Küsnachter Kirche eintauschte. Eine dendrochronologischer Untersuchung ergab, dass eine Eiche für einen Pfosten 1320 gefällt wurde, für zwei weitere wurden Tannen im Winter 1335/36 gefällt. In der Trotte wurde Wein gelagert und verarbeitet, der als Abgabe (Zehnt) geleistet worden war.
Am 24. März 1409 verkaufte Abt Heinrich von Kappel die Trotte für 200 Pfund an Komtur Johannes Staler von der Johanniterkommende Küsnacht: Koufft die trotten by dem see um bargelt von einem apt zu Capell. Der neue Besitzer liess das Gebäude unmittelbar nach dem Kauf auf der dem See zugewandten Westseite mit Fresken schmücken. Es war dem Befehlshaber des geistlichen Ritterordens der Johanniter daran gelegen, den Erwerb des Trottgebäudes und die damit verbundene Erweiterung des Besitzes des Johanniterordens in Küsnacht durch eine künstlerische Bildfolge für alle Zeiten festzuhalten und damit sich und dem Orden ein Denkmal zu setzen.
Nach der Reformation, als die Komturei aufgehoben wurde, kam das Gebäude an den Staat, später wurde es wieder Privateigentum.
Im 16. Jahrhundert wurde das Gebäude bergseits erweitert. Zu Beginn des 19. Jahrhunderts entstanden die Einbauten im östlichen Teil des Kernbaus.

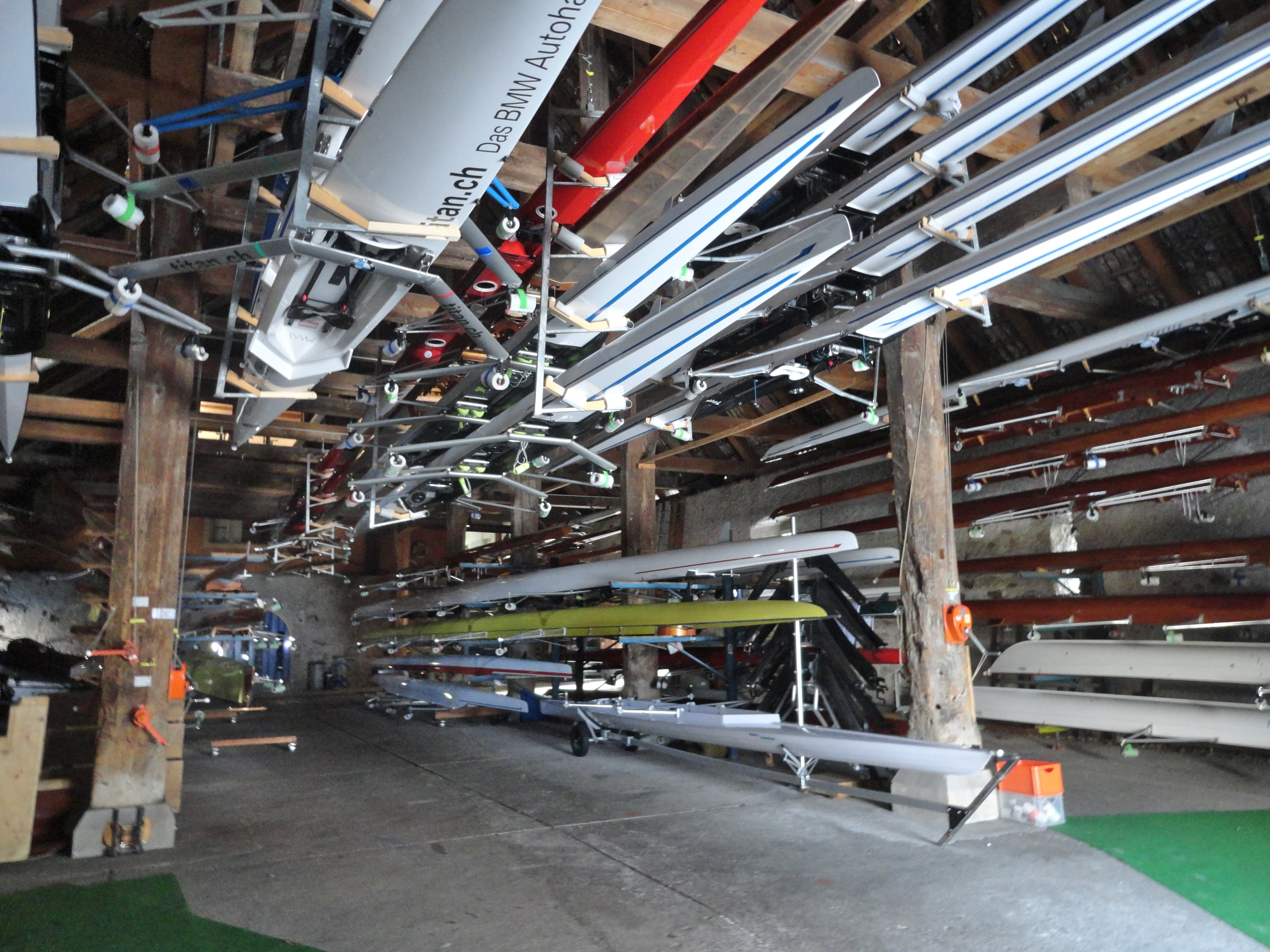
Inneres

1934 konnte sich der Seeclub Küsnacht beim damaligen Besitzer einmieten, dem Psychiater Theodor Brunner (1877–1956). 1950 erwarb die Gemeinde Küsnacht die Trotte. Verschiedene Pläne für die Verwendung des Gebäudes, unter anderem für ein Weinbaumuseum, wurden nicht realisiert. Der Seeclub nutzt das Gebäude heute als Bootshaus.
Von 1999 bis 2002 wurde die Gebäudesubstanz kontrolliert. Die Fassaden wurden vom Zement befreit und mit mineralischem Putz ergänzt. Zusätzlich wurde der Betonboden entlang der Aussenmauer entfernt und durch groben Kies ersetzt, damit die Bodenfeuchtigkeit nicht mehr direkt ins Mauerwerk eindringen konnte.
Zu der Zehntentrotte gehörte die Zehntenhaab, für Jahrzehnte der einzige Anlege- und Umschlagplatz für Schiffe in der Gegend.  Das grosse Fresko des Christophorus, Schutzpatron der Reisenden, war von weit draussen im See zu erkennen.

## Fresken
Die 13 Meter lange Seeseite der Zehntentrotte wird durch einen spätgotischen Freskenzyklus verziert, ein einzigartiges Beispiel kirchlicher Malerei an einen Profangebäude.

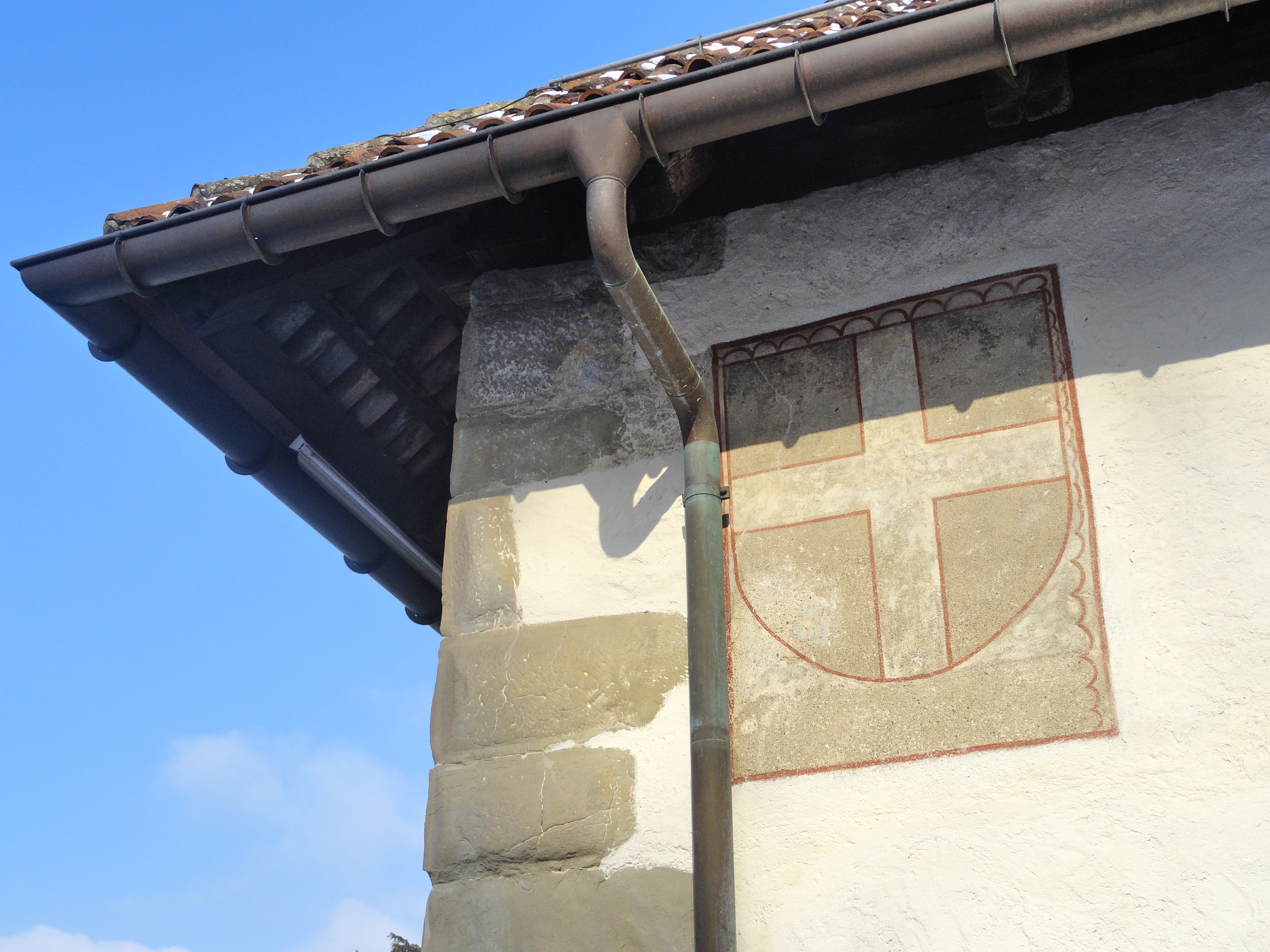
Johanniterwappen an der Südseite

Die Bilder dürften um 1410 entstanden sein und wurden vermutlich von Komtur Johannes Staler in Auftrag gegeben, nachdem er das Gebäude erworben hatte. Vermutlich während der Reformation wurden die Fresken zur Zeit des Bildersturms mit einem zwei Zentimeter dicken Verputz zugedeckt. An der westlichen Seite der Südfassade war unterhalb des Daches ein Johanniterwappen unverdeckt geblieben. Sekundarlehrer und Dorfchronist Armin Eckinger wies auf die Möglichkeit eines Freskenfrieses an der Seeseite hin, worauf die Fassade 1932 durch die Zürcher Firma Christian Schmidt vom Verputz befreit wurde. Erhalten haben sich die von Dachtraufe geschützten oberen Teile.
Sie zeigen von links zuerst zwei 112 auf 95 Zentimeter grosse Wappenschilde: die an drei Ringen aufgehängte weisse Kirchenfahne auf rotem Grund der Werdenberg-Montfort, von denen Graf Hugo 1358 die Georgskirche zugunsten Johanniter erwarb. Es folgt der aufspringende Jagdhund vermutlich von Komtur Hermann Schulthess von Gebwiler, des Vorgängers des Komturs Johannes Staler, der ihm damit ein Denkmal setzen wollte.
Es folgt eine Taufszene: links des unbekleideten Christus steht Johannes der Täufer, rechts von ihm ein Engel, der das rote Gewand Christi trägt. Nach einem eher nur angedeuteten Baum reitet der Heilige Martin auf einem aufwändig gezäumten Schimmel und trennt einen Teil seines Mantels ab, um ihm dem Bettler daneben zu schenken.
Die nächste Darstellung zeigt die in einen blauen Mantel gehüllte Mutter Gottes mit dem Jesuskind und einem goldenen Szepter. Bei der betenden Figur rechts von ihr dürfte es sich um eine Darstellung des Stifters handeln, dessen geistiger Stand durch eine Tonsur angedeutet wird. Das Schriftband ist in seinem unteren Teil nicht mehr zu entziffern. Der noch erhaltene Text lautet «Ora pro me mater …» lässt sich zu «Ora pro me mater misericordiae» ergänzen: «Bitte für mich, Mutter der Barmherzigkeit.»

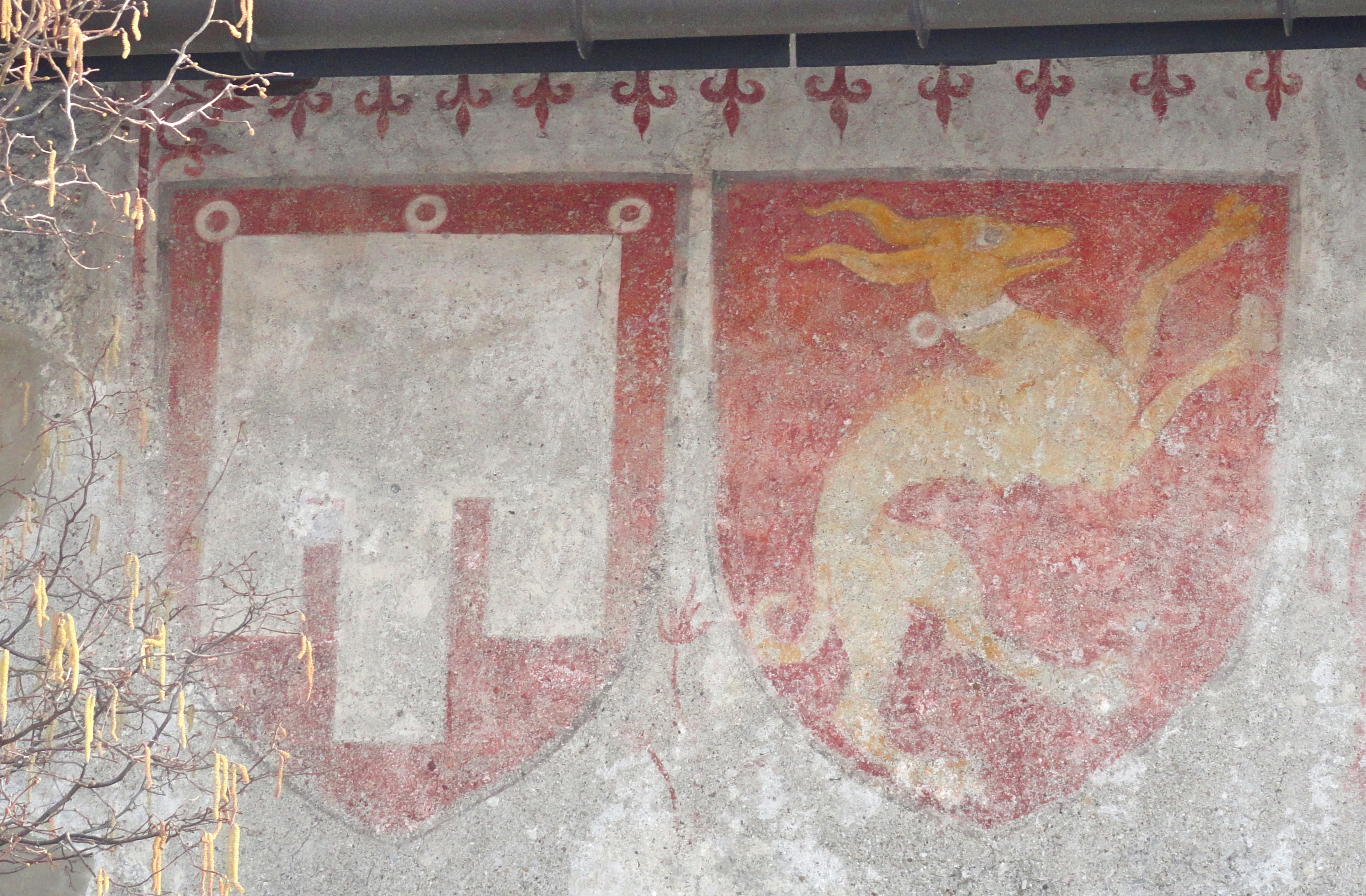
Wappenschilde Montfort und Schulthess von Gebwiler
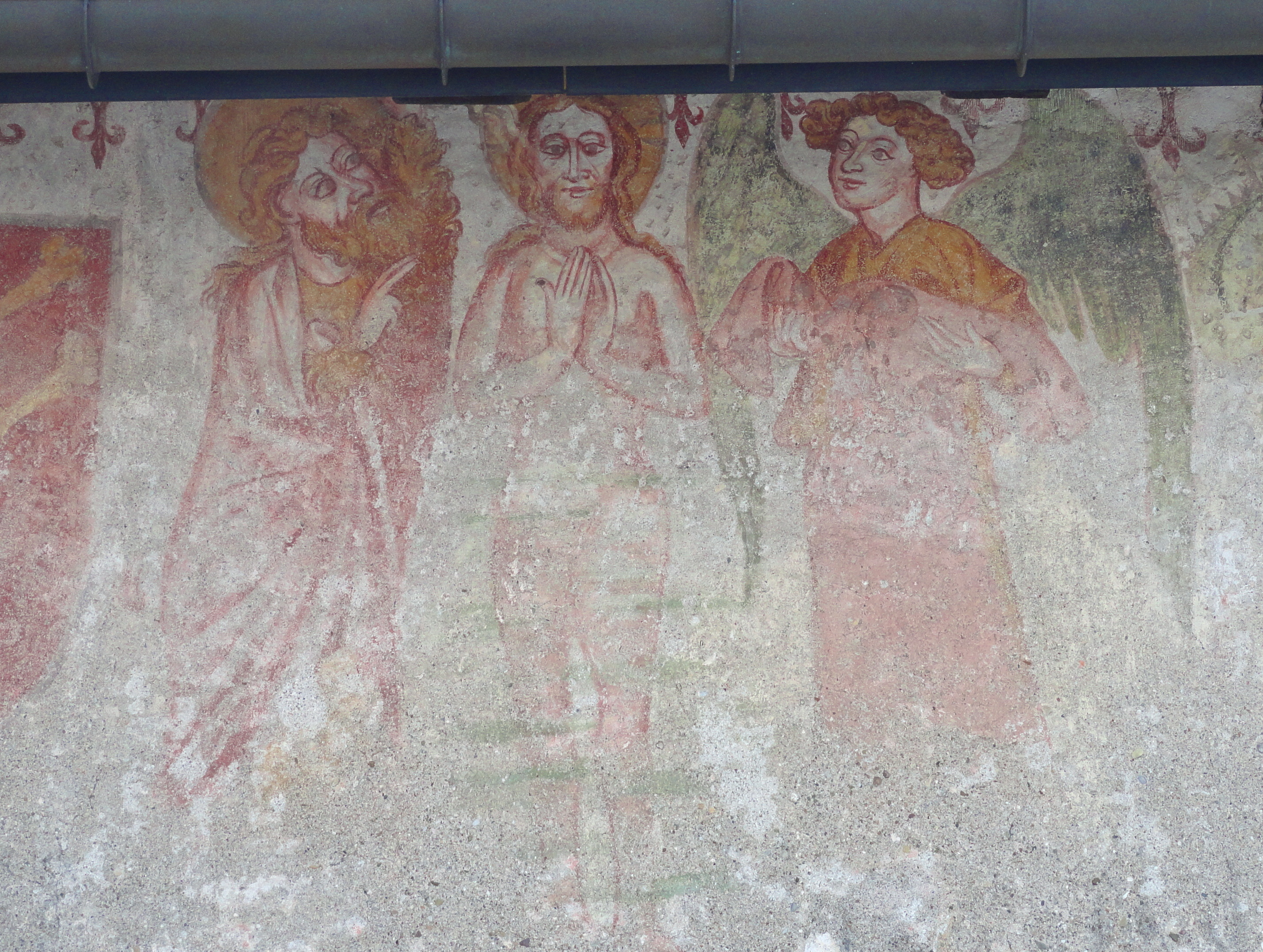
Taufe Jesu
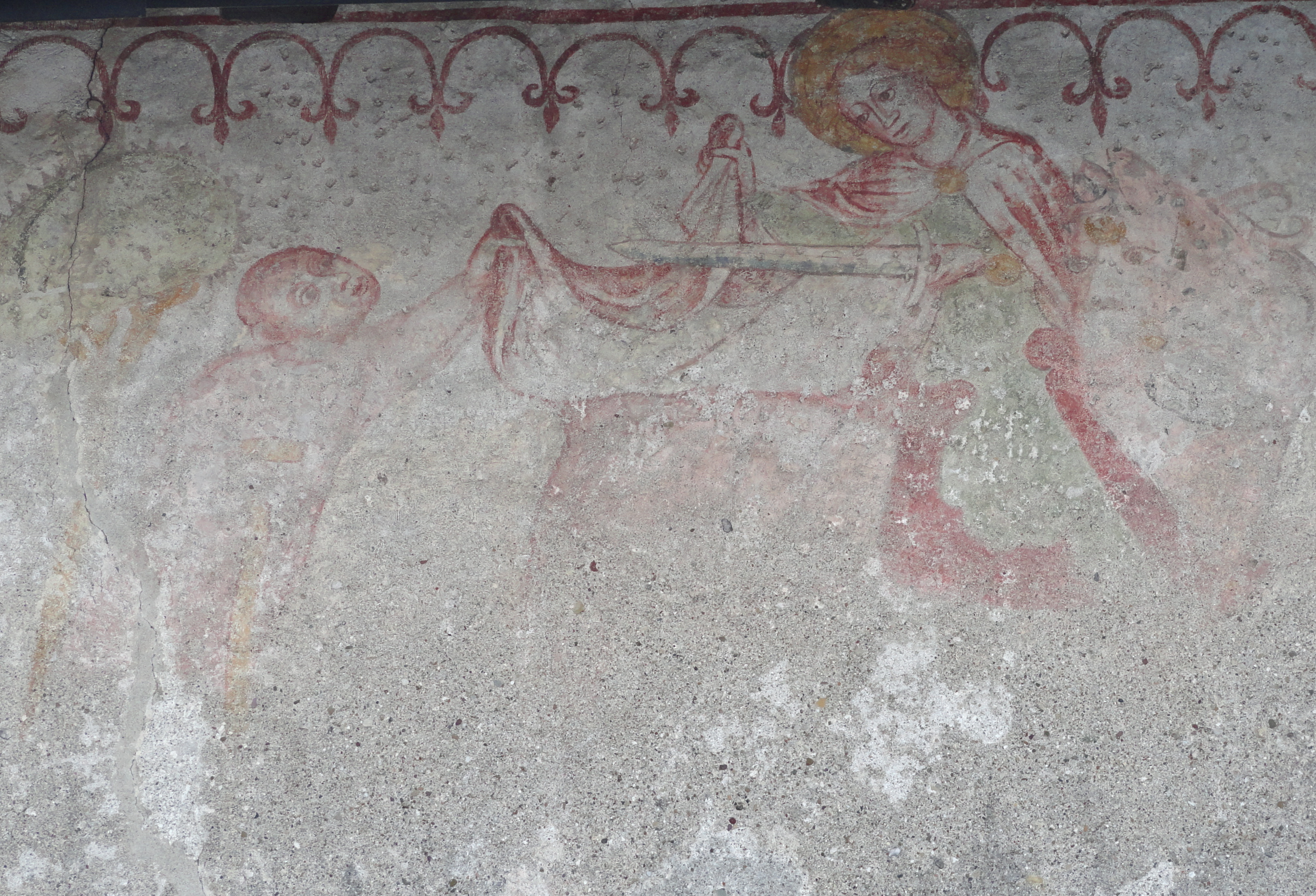
Martin von Tours
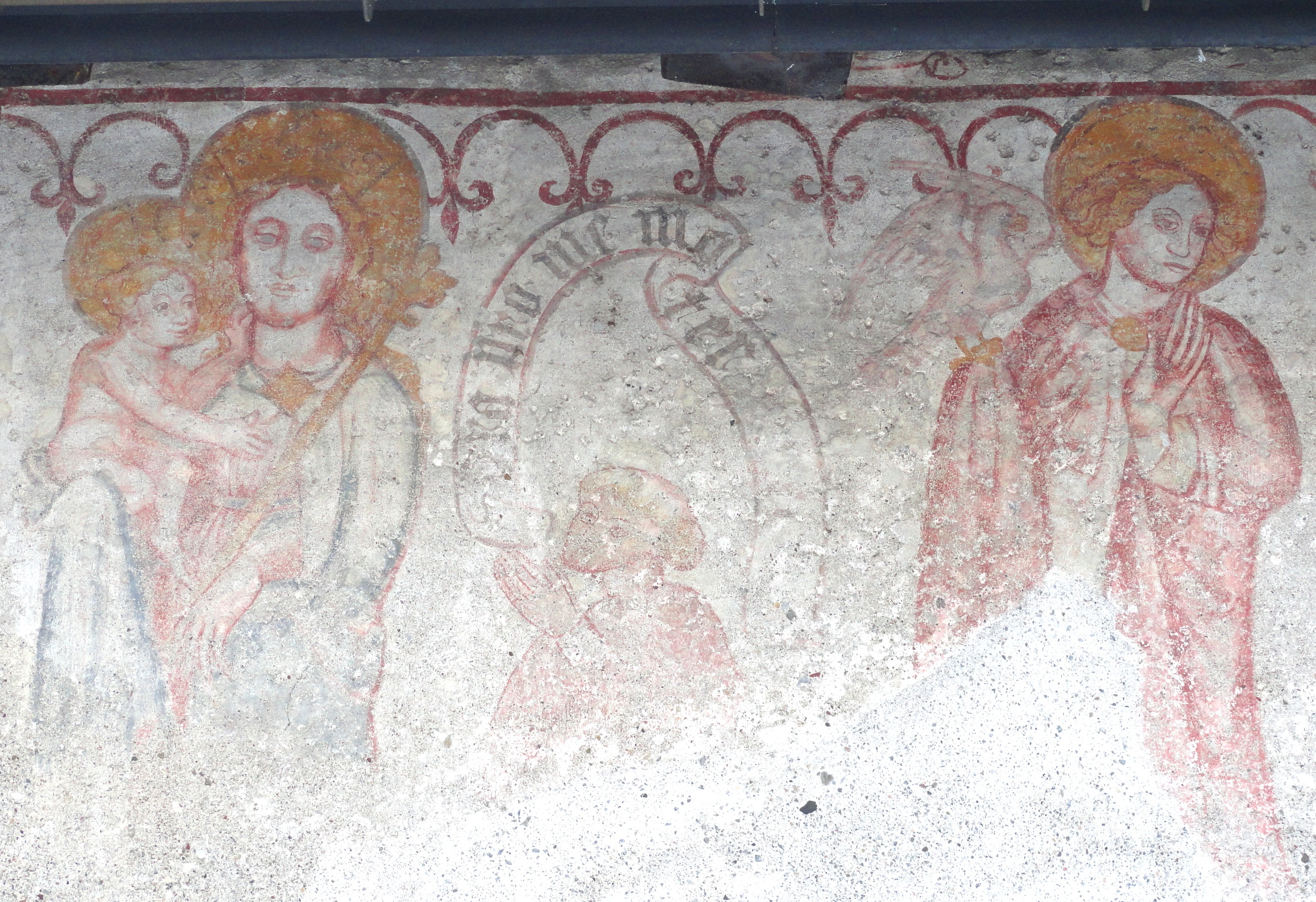
Mutter Gottes mit Jesuskind

Daneben stehen der Evangelist Johannes mit dem Adler auf seiner Schulter, der heilige Laurentius mit dem Rost und Jakobus der Ältere  mit Pilgerhütchen und Jakobsmuschel.
In grösserem Massstab gehalten ist die ursprünglich bis zum Boden reichende Figur des Christophorus, dessen rechte Hand einen ausgerissenen Baum umfasst, der ihm beim Durchwaten des Wassers als Stock diente. Das Jesuskind streckt seine rechte Hand segnend aus, seine linke hält die Erdkugel mit Kreuz.
Den Abschluss der Reihe bilden wieder zwei in gleichen Massen gehaltene Wappenschilde. Links das Wappen des Komturs Hermann Schultheiss, Komtur von Küsnacht 1396–1400, rechts das Kriegskreuz der Johanniter.
Der Name des Malers ist nicht bekannt.

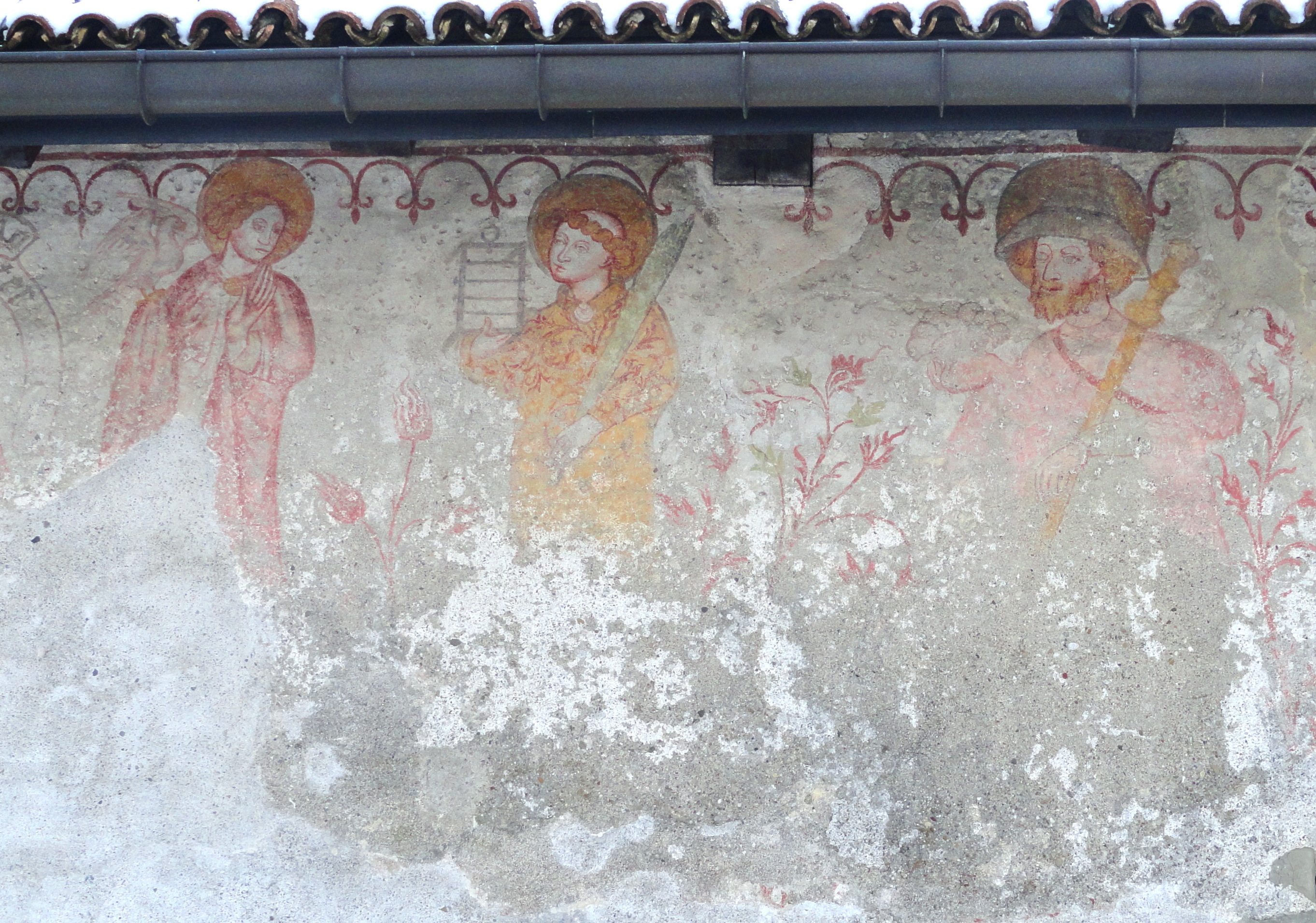
Johannes, Laurentius und Jakobus d. Ä.
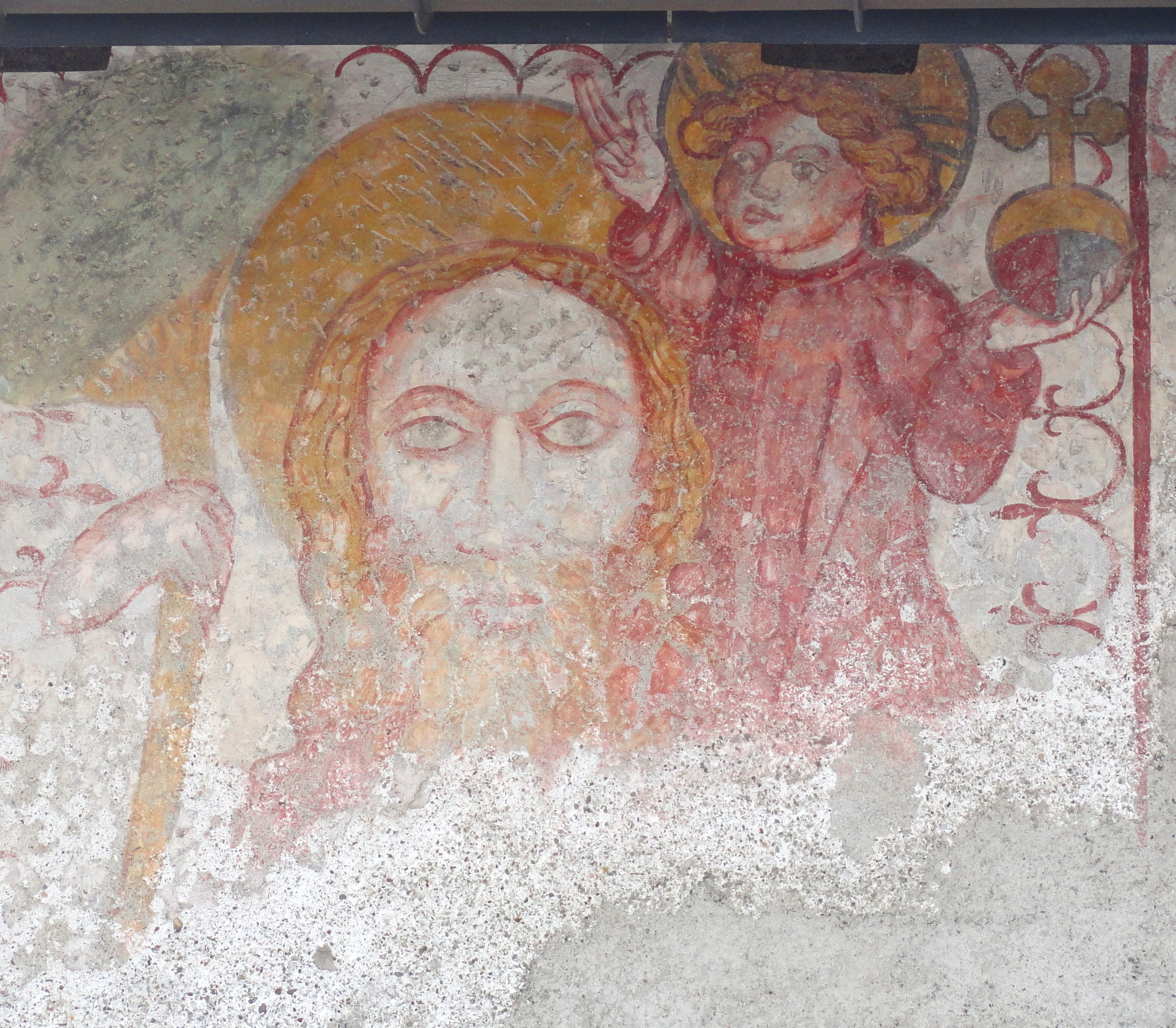
Christopherus
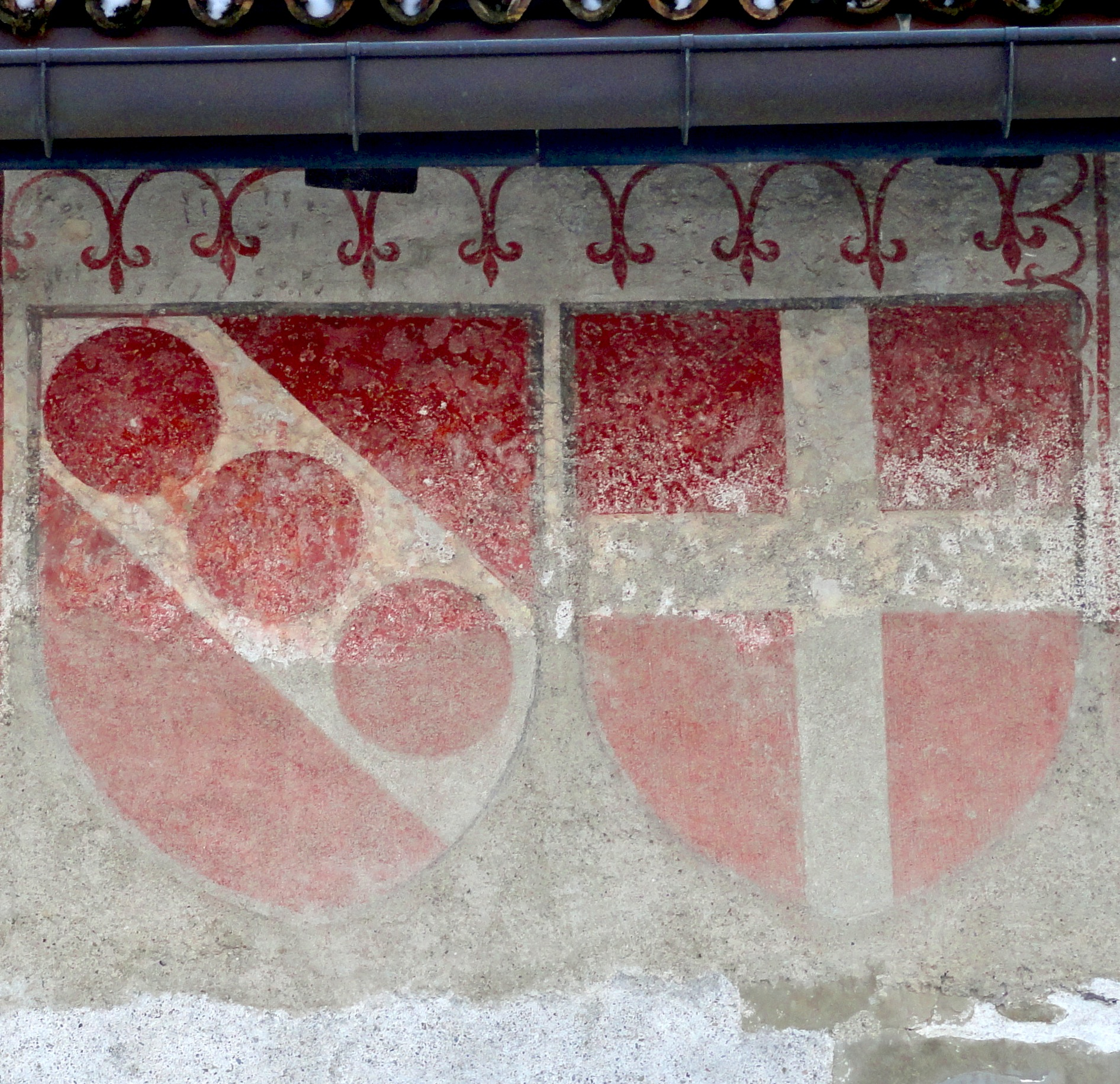
Wappen Schultheiss und Johanniter